# 77계단과 송도골목길
77계단과 송도골목길은 전라남도 목포시 광동에 있다. 2016년 7월 28일 목포시의 문화유산 제30호로 지정되었다.

## 개요
일제강점기 송도신사가 있던 현 동명동 언덕으로 올라가는 곳에 당시의 계단이 남아 있다. 일명 77계단이라고 불리던 곳이다. 77계단은 일본인들에게는 신사에 오르는 성스러운 계단이었고, 나라를 뺏기고 신사참배를 강요당했던 한국인들에게는 굴욕의 계단으로 인식되었던 곳이다. 일제강점기에 학교를 다녔던 사람들은 입학식이나 졸업식 같은 행사 때는 이곳 계단에서 기념사진을 찍는 것이 의무였다고 회상하기도 한다. 계단은 2007년 3월에 현재의 모습으로 정비되었으며, 이때 세운 77계단 기념비가 입구 쪽에 세워져 있다. 광복 후에 일제강점기의 송도신사(松島神社)와 공원이 철거되고 외국(일본, 만주등지)에서 귀환한 사람들이 터를 잡았다. 한국전쟁기 6·25 피난민들이 정착하면서 생겨나기 시작한 복잡한 골목길들이 지금도 미로처럼 남아 있다.